# Notre-Dame-de-Pontmain
Pour les articles homonymes, voir Notre-Dame de Pontmain (homonymie).
Notre-Dame-de-Pontmain est une municipalité qui fait partie de la municipalité régionale de comté d'Antoine-Labelle au Québec (Canada), située dans la région administrative des Laurentides.

## Toponymie
La municipalité est nommée en l'honneur d'une apparition mariale dans la ville française de Pontmain.

## Histoire

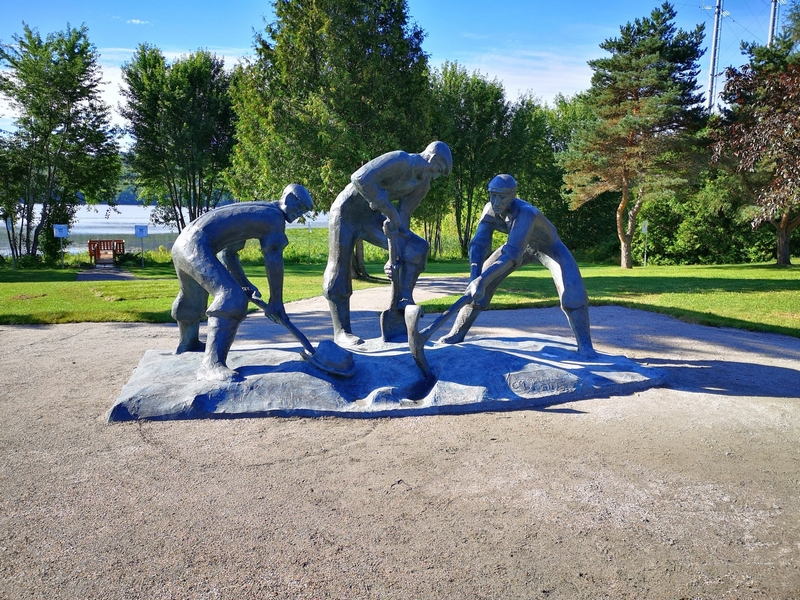
Sculpture de Roger Langevin, Les Fondateurs, implantée au parc Matha-Constantineau, lors de son anniversaire en 2019.

Un poste de traite de fourrures y est établi en 1826 par la Compagnie de la Baie d'Hudson. Au fil du temps, la traite de la fourrure est délaissée au profit du commerce du bois.
Notre-Dame de Pontmain a été fondé en 1884 aux abords de la rivière du Lièvre, date à laquelle est construite la première chapelle. Le premier pont vit le jour en 1897 et l'année suivante la première école.

## Géographie
La rivière du Lièvre traverse la municipalité du nord-est au sud-est alimentant le réservoir aux Sables et le Lac du Poisson Blanc. La partie est du lac des Trente et Un Milles est située dans la municipalité.

## Démographie
| 1991 | 1996 | 2001 | 2006 | 2011 | 2016 | 2021 |
| ---- | ---- | ---- | ---- | ---- | ---- | ---- |
| 547  | 581  | 620  | 712  | 720  | 782  | 790  |

## Administration
Les élections municipales se font en bloc pour le maire et les six conseillers.
| Notre-Dame-de-Pontmain Maires depuis 2001                                                                            |                  |         |          |
| Élection | Maire            | Qualité | Résultat |
| 2001 | Lyz Beaulieu     |         | Voir     |
| 2005 | Lyz Beaulieu     | Voir    |          |
| 2009 | Lyz Beaulieu     | Voir    |          |
| 2013 | Lyz Beaulieu     | Voir    |          |
| 2017 | Francine Laroche |         | Voir     |
| 2021 | Pierre Gagné     |         | Voir     |
| Élection partielle en italique Depuis 2005, les élections sont simultanées dans toutes les municipalités québécoises |                  |         |          |